# 土田國保

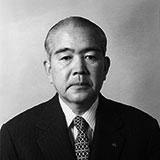
肖像（防衛大学校ホームページより）

土田 國保（つちだ くにやす、1922年〈大正11年〉4月1日 - 1999年〈平成11年〉7月4日）は、日本の警察官僚、警視総監（第70代）、防衛大学校長（第4代）。愛称は「ミスター警視庁」。剣道7段（居合）。

## 来歴・人物
父・土田誠一、母・敬子の長男として東京府生まれ。小学校6年間は学習院初等科で学び、5年生より生涯の趣味となる剣道を始める。旧制東京高校を経て、1943年（昭和18年）、東京帝国大学法学部を卒業し、内務省に入省。同年9月に短期現役主計科士官（第10期）に採用されて海軍経理学校で短期間の教育を受け、1944年（昭和19年）3月に同校を卒業して海軍主計中尉に任官した。戦艦武蔵にも乗り組み、主計大尉で終戦を迎えた。
志願して1958年より外務省の香港総領事館に家族を伴い赴任。帰国後、警察庁警備部長、警視庁刑事部長、警務部長を歴任。
警視庁警務部長時代の1971年（昭和46年）12月18日、お歳暮の贈答品に擬装された爆弾が雑司ヶ谷の自宅に郵送され、爆発により妻が即死、13歳だった四男は重傷を負った（土田・日石・ピース缶爆弾事件）。前年同日に発生した上赤塚交番襲撃事件の記者会見で、土田は警官の拳銃使用の正当性を主張する部下の佐々淳行をかばっており、これが土田の談話として報道されていた。テロはこれに刺激を受けた新左翼による犯行とされる。土田は事件当日に開かれた記者会見で、「治安維持の一旦を担う者として、かねてからこんなことがあるかもしれないと思っていた。私は犯人に言う。君等は卑怯だ。……家内に何の罪もない。家内の死が一線で働いている警察官の身代わりと思えば……もう一言、犯人に言いたい。二度とこんなことは起こしてほしくない。君等に一片の良心があるなら……」と述べた。このとき土田は冷静に振舞っていたが、「お尻の穴をぎゅっと締め、へその下に力を込め、大きく深呼吸してすっと立ち上がり、平静を装って指示を出す」行動をとっさに取っていたのだと後に防衛大学校校長として学生に訓示している。
この事件以降、土田は新左翼過激派に対して強硬姿勢で臨むようになった。
1975年（昭和50年）から警視総監を務め、連続企業爆破事件の主要メンバー7人を検挙したが、1978年（昭和53年）2月の北沢警察署巡査による世田谷区内での制服警官女子大生殺人事件により国家公安委員会から戒告を受け、引責辞任した。
辞任後は防衛大学校校長（第4代）に就任し、1987年（昭和62年）まで務めた。
キャリア・ノンキャリアの別なく部下を可愛がる面倒見の良い人物で、生前の妻とともに警察関係者からは慕われていた。
剣道の達人としても有名で、警視総監時代に警視庁管内の全警察署、警察学校、機動隊の朝稽古に参加。全日本剣道連盟顧問も務め、生涯にわたって指導し続けた。
没後、由利本荘市矢島町の龍源寺に葬られる。

## 略歴
- 1922年（大正11年）4月1日 - 東京府に生まれる。
- 1928年（昭和3年） - 学習院初等科入学
- 1934年（昭和9年） - 学習院初等科卒業
- 旧制東京高校卒業
- 1943年（昭和18年） - 東京帝国大学法学部卒業、内務省に入省。海軍経理学校入校。
- 1944年（昭和19年）9月17日 - 召集され海軍主計中尉としてヒ74船団を護衛していた空母雲鷹に乗艦中、雷撃を受け沈没するも僚艦に救助される。
- 1945年（昭和20年） 秋 - 海軍から復員した。復員時の階級は海軍大尉であった。
- 1946年（昭和21年） - 内務省に復帰し警視庁に勤務。長崎県警警務課長。
  - 12月27日 - 野口明の長女・民子と結婚。
- 1948年（昭和23年）春 - 国家地方警察本部警備部警備課第一係長（左翼担当）
- 1952年（昭和27年） - 国家地方警察東京都本部警備部長
- 警視庁警備課長
- 警視庁人事課長
- 1958年（昭和33年） - 香港領事
- 1962年（昭和37年） - 警察庁警備局外事課長
- 1963年（昭和38年） - 警視庁警備部長
- 1966年（昭和41年） - 警察庁長官官房会計課長
- 1967年（昭和42年） - 警視庁刑事部長
- 1970年（昭和45年） - 警視庁警務部長
- 1971年（昭和46年）12月18日 - 「土田・日石・ピース缶爆弾事件」で民子が死亡し、四男が重傷を負う[3]。
- 1972年（昭和47年） - 警察庁警務局長
- 1974年（昭和49年） - 警察庁次長。この年、江田絹子と再婚[3]。
- 1975年（昭和50年）2月 - 第70代警視総監。三木武夫首相殴打事件で国家公安委員会から訓告。
  - 12月10日 - 三億円事件が時効を迎え、会見。
- 1977年（昭和52年） - 『土田誠一先生の思いで』を刊行
- 1978年（昭和53年）2月 - 北沢警察署巡査による世田谷区内での制服警官女子大生殺人事件で国家公安委員会から戒告。
  - 2月 - 警視総監を引責辞任
  - 9月 - 第4代防衛大学校長
- 1984年（昭和59年） - 日本弘道会理事
- 1987年（昭和62年） - 防衛大学校長退任
- 1992年（平成4年）4月 - 勲二等瑞宝章叙勲
- 1999年（平成11年）7月4日 - 膵臓癌のため死去。享年77。菩提寺は、由利本荘市矢島町の龍源寺。

## 家族・親族
縁戚に学者が多い。
- 母方の祖父は元会津藩小姓で生物学者、教育学者の高嶺秀夫。
- 義伯父（母の姉の夫）の清水与七郎は日本テレビ放送網社長（第2代）。
- 父の土田誠一は秋田県由利地方の郷土史家で、神宮皇学館教授や旧制成蹊高等学校校長を務めた。
- 弟の土田直鎮は歴史学者で東京大学名誉教授・国立歴史民俗博物館館長[1]。
- 同じく弟の土田正顕は国税庁長官、東京証券取引所社長。
- 前妻の民子は野口明（教育者・第7代日本弘道会会長）の長女[3]。土田とは相川勝六の世話で見合いし、結婚まで一度両親と挨拶に行ったのみで、新婚旅行の車中まで口をきいたこともなかった[3]。1946年に結婚し、4人の男児を儲けた。雑司ヶ谷に新居を建設し住み始めた矢先に土田・日石・ピース缶爆弾事件で死亡した。
- 義弟の杉浦昌也（東京都立広尾病院院長）は民子の妹友子の夫。またその長男の杉浦克己は栄養学者・立教大学教授。
- 長男の土田龍太郎はインド文学研究者・東京大学名誉教授。
- 次男の土田健次郎は儒教研究者・早稲田大学教授。
- 三男の土田英三郎は音楽学者・東京藝術大学教授。
- 四男の土田恭四郎は土田・日石・ピース缶爆弾事件で負傷後、学習院大学を出てソニーに勤務[9]。テューバ奏者でもあり、芥川也寸志が指導した新交響楽団の団長も務める[10]。
- 後妻の絹子（江田福次長女）は終戦間近に理事生として海軍経理学校品川分校に勤務した際に土田と知り合った[11]。

## 出版物
著書
- 『小原台の三年』 1982 防衛大学校
- 『続・小原台の三年』 1984年 防衛大学校
- 『三班戰記』 1996

刊行
- 『土田誠一先生の思いで』 1977